# Souleymane Keita (football)
Pour les articles homonymes, voir Souleymane Keita et Keita.
Souleymane Keita est un footballeur malien né à Bamako le 24 novembre 1986. Son poste de prédilection est le milieu défensif.

## Biographie
Il est très solide et était considéré par son entraîneur Gernot Rohr comme le nouveau Mickael Essien.
Il porta le numéro 14 à l'AC Ajaccio.
En septembre 2007, il a quitté très prématurément la Corse pour le Qatar.

## Clubs
- 2003-2004 : Djoliba AC  Mali (36 matchs, 8 buts)
- 2004-2005 : Al Jazira Abu Dhabi  Émirats arabes unis (16 matchs, 3 buts)
- 2005-2007 : ES Sétif  Algérie (22 matchs, 4 buts)
- 2007-2007 : AC Ajaccio  France (4 matchs)
- septembre 2007-janvier 2010 : Al Arabi Doha  Qatar (28 matchs, 2 buts)
- janvier 2010-2012 : Sivasspor  Turquie (25 matchs)
- 2012-janvier 2013 : Golden Arrows  Afrique du Sud (4 matchs)

## Palmarès
- Champion d'Algérie en 2007 avec l'ES Sétif
- Vainqueur de la Ligue des champions arabes en 2007 avec l'ES Sétif